# Sociedad Hispano-Marroquí de Transportes
La Sociedad Hispano-Marroquí de Transportes (en alemán: Hispano-Marokkanische Transport-Aktiengesellschaft, HISMA) fue una empresa fantasma constituida el 31 de julio de 1936 en Tetuán al comienzo de la guerra civil española.
Controlada por el Partido Nazi gracias a Johannes Bernhardt, empresario alemán en el Protectorado Español de Marruecos, tenía la finalidad de servir como tapadera al tráfico de armas para el bando sublevado al comienzo de la Guerra Civil. En un principio que se pretendía era conceder una apariencia de privacidad a sus actividades, aunque a medida que avanzó la guerra sus actividades se realizaran de forma abierta. Avanzada la guerra, HISMA se integró en la Sociedad Financiera Industrial (SOFINDUS), consorcio de empresas alemanas que acabaría monopolizando el comercio exterior español. La HISMA-Sofindus continuó con sus actividades tras estallar Segunda Guerra Mundial, canalizando el suministro de materiales hasta el fin de la contienda mundial.

## Historia

### Orígenes
El 17 de julio de 1936 dio comienzo una rebelión militar en el Protectorado español de Marruecos, que transcurrido un tiempo acabaría llevando a una Guerra Civil en todo el país. El problema de los sublevados en Marruecos era grave: La Marina de guerra republicana se había mantenido fiel al gobierno y controlaba las aguas del Estrecho de Gibraltar, con lo que el paso a la península estaba interrumpido. Se necesitaban aviones de transporte para trasladar a las tropas por aire y el nuevo comandante del Ejército de África, Francisco Franco, envió telegramas solicitando ayuda a los únicos líderes internacionales con posibilidad de que respondieran: Adolf Hitler y Benito Mussolini. En el Marruecos español ya se encontraba un importante empresario alemán, Johannes Bernhardt, que además era miembro del Partido nazi y jefe local del partido entre la colonia alemana de Tetuán. Sería este personaje quien, mediante sus influencias, constituyera la figura en la sombra que manejaba la ayuda alemana a Franco y los sublevados.
El 24 de julio Bernhardt y Adolf Langenheim, el dirigente del Partido nazi en el Marruecos español, aterrizaron en Berlín. Rudolf Hess, secretario de Adolf Hitler, organizó una reunión con el Führer que se produciría al día siguiente durante el Festival de Bayreuth, después de una actuación de la ópera Sigfrido, de Richard Wagner. En la noche del 25 al 26 de julio, en Bayreuth, tuvo lugar la conversación de Hitler con Langenheim y Bernhardt, y en la que se tomó la decisión fundamental de apoyar al bando sublevado en el conflicto español, para lo que se inició la Unternehmen Feuerzauber (Operación Fuego Mágico). Estaban involucrados en la decisión el Ministro del Aire, Göring, y el Ministro de la Guerra, Von Blomberg, que también se encontraban presentes en Bayreuth. La decisión de Hitler también reforzó la actitud de Mussolini, quien resolvió comprometerse con los sublevados.

### Actividad durante la Guerra Civil
Una vez que se llevaron a cabo los primeros pasos, el 31 de julio de 1936 fue constituida ante el cónsul español Tomás Suñer Ferrer la Sociedad Hispano-Marroquí de Transportes SL (en alemán Hispano-Marokkanische Transport-Aktiengesellschaft, o HISMA) con domicilio social en la entonces calle O'Donell n.º 12 de Tetuán. Los fundadores fueron por parte española Fernando de Carranza, antiguo oficial de marina retirado, y el empresario alemán Johannes Bernhardt. El capital social inicial quedó fijado en 200.000 pesetas aportadas en metálico y según se fijó entonces, la existencia de la sociedad fijada en dos años, contando a partir del 1 de abril de 1936.
Su primera actividad fue la organización del puente aéreo por el cual las tropas de Marruecos (incluida la Legión Española) fueron trasladadas al continente europeo, principalmente, a los aeródromos de Jerez y Sevilla. El 21 de agosto de 1936, Bernhardt alcanzó un acuerdo con el dictador portugués Oliveira Salazar para que los materiales de guerra y combustible pasaran a la zona sublevada a través del puerto de Lisboa, para evitar así el bloqueo del puerto de Cádiz por parte de la armada republicana. El traslado aéreo de material tuvo lugar desde el 28 de julio al mes de octubre de 1936: 20 Junkers 52, en más de 800 vuelos, transportaron unos 14.000 legionarios y regulares marroquíes y 500 toneladas de material. Sin embargo muy pronto adquirió la HISMA unas funciones mucho más encubiertas, gracias a las —en un principio— buenas relaciones de su director Bernhardt con Franco.

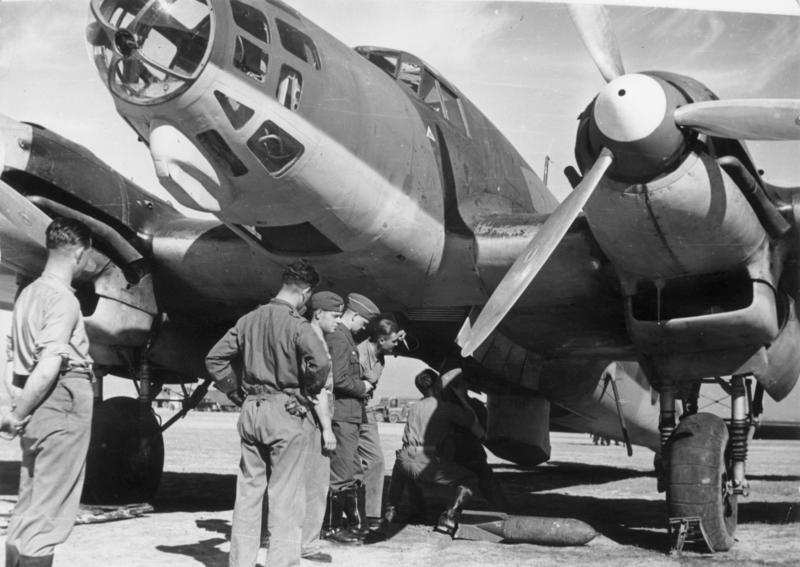
Heinkel He 111 de la Legión Cóndor siendo aprovisionado. Sin el papel jugado por HISMA, el armamento y los suministros bélicos aportados por la Alemania nazi, éstos nunca habrían podido tener un papel decisivo en la guerra civil española.

En octubre de 1936 se fundó la Rohstoff-Waren-Kompensation Handelsgesellschaft (ROWAK) como contraparte alemana de la HISMA, con la misión de organizar los envíos comerciales españoles y actuar como «empresa-receptora». Esta nueva empresa, registrada en Berlín, quedó bien pronto bajo el control absoluto de Hermann Göring. De hecho, fueron ambas empresas quienes desde entonces monopolizaron los intercambios comerciales y transporte de suministros bélicos entre Alemania y los sublevados. En colaboración con la HISMA, ROWAK debía de ocuparse de asegurar las máximas cantidades posibles de materias primas y alimentos procedentes de la España «nacional» que fueran de importancia vital para Alemania. Según el historiador Ramón Tamames, los alemanes cifraron sus envíos de material y suministros en 500 millones de Reichsmark, equivalentes a unos 200 millones de dólares estadounidenses. No obstante, el dúo HISMA-ROWAK iba a sufrir un nuevo cambio: En 1937, tras la confirmación del acuerdo económico bilateral entre Alemania y España, ambas empresas terminaron integrándose en la Sociedad Financiera Industrial (SOFINDUS), un consorcio destinado a monopolizar el abastecimiento de materias primas y otros productos que la industria alemana, en ciernes de la Segunda Guerra Mundial, necesitaba para su producción. Esto no supuso la desaparición de HISMA, que continuó existiendo como una compañía subsidiaria.

### Actividad durante la Segunda Guerra Mundial
El nuevo conglomerado empresarial que constituyó Sofindus prolongaría su actividad una vez terminado el conflicto en España y comenzada la Segunda Guerra Mundial, cuando siguió manteniendo una gran actividad. Bernhardt siguió a la cabeza de todo el conglomerado de empresas, continuando con el suministro de materias primas a Alemania. Según Ramón Tamames, los envíos españoles de material y materias primas para cubrir la deuda contraída durante la guerra fueron de 1.200 millones de pesetas de la época, el costo total de los envíos alemanes durante la guerra civil según las autoridades españolas. En 1944 se vio implicado en otro tipo de operaciones, como fue el contrabando de suministros a las guarniciones alemanas que habían quedado aisladas en la costa atlántica francesa tras el Desembarco de Normandía. Al término de la contienda mundial, con la derrota de la Alemania nazi cercana, Sofindus mantenía un capital nominal de 84 millones de pesetas de la época.
Los aliados venían presionando al Gobierno de Franco para que clausurara las actividades de Sofindus y Bernhardt desde antes del final de la contienda, pero cuando se produjo la rendición de Alemania la situación se hizo insostenible. Bajo presión de la Comisión Aliada de Control, en mayo de 1945 los locales de las empresas alemanas fueron clausurados por las autoridades franquistas, y en octubre las sedes de las compañías fueron entregadas a las tres embajadas en Madrid de los miembros de Comisión de Control (EE. UU., Reino Unido y Francia). Sin embargo, técnicamente Sofindus (y todas sus empresas integradas, como HISMA) no fue disuelta por las autoridades españolas hasta 1948, sobre la base de un acuerdo alcanzado con los aliados.

## Relación con la ROWAK
El objetivo original de la HISMA era el de dar apariencia privada a los primeros envíos de voluntarios y materiales, así como organizar la compra de suministros a las empresas alemanas. Pronto surge entre las autoridades alemanas la necesidad de satisfacer la deuda por parte de la España sublevada, en vistas de que la ayuda no será ni limitada ni breve. Los sublevados carecen de reservas de oro y de divisas monetarias, por lo que acuerdan pagar su deuda con los alemanes mediante un trato económico preferente para el establecimiento de explotaciones industriales y agrícolas así como para el desarrollo de todo tipo de actividades mercantiles. La ROWAK, creada en octubre de 1936, será la encargada de gestionar esas actividades y, compensar así, la deuda generada por la HISMA.
En colaboración con la HISMA, ambas empresas debían de ocuparse de asegurar del lado de la España «nacional» las máximas cantidades posibles de materias primas y alimentos de importancia capital para Alemania. Muy pronto prohibió Göring todos los negocios privados que existieran ajenos, de tal forma que HISMA/ROWAK pasó a ejercer un monopolio comercial. La contraprestación española a la ayuda militar alemana se dio, fundamentalmente, en forma de materias primas y de alimentos. La HISMA y ROWAK aseguraron el envío de material de hierro, azufre y cobre, plomo y aceites, pieles y cueros, lana y productos agrícolas como naranjas o limones. El intercambio de material bélico y otros por materias primas y alimentos en base al sistema de compensación satisfacía a los militares sublevados por la escasez de divisas llevó, sin embargo, a una deformación del comercio exterior español. Cuando acabó la guerra civil, Alemania era el primer socio comercial de España.